# Paul Vlaanderen en het Milbourne-mysterie
Paul Vlaanderen en het Milbourne-mysterie is een hoorspelserie naar Paul Temple and the Geneva Mystery van Francis Durbridge. Ze werd door de BBC vanaf 11 april 1965 uitgezonden. Johan Bennik (Jan van Ees) vertaalde ze en de AVRO zond ze uit vanaf zondag 2 januari 1966 (met een herhaling vanaf woensdag 20 augustus 1986). De regisseur was Dick van Putten.

## Delen
- Deel 1: Te jong om te sterven (duur: 39 minuten)
- Deel 2: Wat meer over mevrouw Milbourne (duur: 34 minuten)
- Deel 3: Een bericht voor Danny (duur: 33 minuten)
- Deel 4: Verandering van mening (duur: 38 minuten)
- Deel 5: Een verrassing voor mevrouw Milbourne (duur: 31 minuten)
- Deel 6: Tot ziens in Londen (duur: 35 minuten)

## Rolbezetting
- Jan van Ees (Paul Vlaanderen)
- Eva Janssen (Ina)
- Huib Orizand (Maurice Lonsdale)
- Frans Kokshoorn (inspecteur Lloyd)
- Fé Sciarone (Margaret Milbourne)
- Donald de Marcas (Charlie)
- Corry van der Linden (Dolly Brazier)
- Jan Verkoren (Mr. Stone & een chauffeur)
- Piet Ekel (Lucas)
- Willy Ruys (Den Roberts & George)
- Cees van Ooyen (Bill Watford)
- Jos van Turenhout (Green, Tony, een brigadier, een hotelportier & een chauffeur)
- Jan Borkus (Danny Clayton)
- Rob Geraerds (Vince Langham)
- Hans Veerman (inspecteur Jenkins & man aan de telefoon)
- Tonny Foletta (Mr. Gadd & Ferdy)
- Dogi Rugani (Mrs. Langham)
- Frans Somers (Norman Wallace)
- Joke Hagelen (Mrs. Rhodes)
- Maarten Kapteijn (een steward)
- Hans Karsenbarg (Gustav & Luigi)
- Wiesje Bouwmeester (Julia Carrington)
- Willem Faassen (Walter Naider)
- Paul van der Lek (Hans Schmidt)
- Wim Bary (Kroner)
- Nel Snel (een garderobejuffrouw)

## Inhoud
Karl Milbourne, een Londense uitgever, is omgekomen bij een auto-ongeval terwijl hij in Genève was. Paul wordt gecontacteerd door Maurice Lonsdale die hem vraagt een onderzoek in te stellen naar de dood van zijn schoonbroer. Lonsdales zuster, de weduwe Margaret Milbourne, is ervan overtuigd dat haar man niet dood is. Milbourne was van plan een boek uit te geven, Te jong om te sterven, en dit zinnetje duikt steeds weer op. Wie is de mysterieuze auteur - Richard Randolph? En welke rol spelen de filmdiva, Julia Carrington en haar vertrouweling en privésecretaris - Danny Clayton? Dat zijn maar een paar van de raadsels die Paul Vlaanderen moet oplossen.